# Liberty XL2
Le Liberty XL2 est un avion léger à deux places fabriqué par Liberty Aerospace, à Melbourne, en Floride, pour le transport personnel, le tourisme et l'entraînement au vol. Le XL2 est dérivé d'un planeur motorisé de tourisme d'Europa Aircraft (en). Il a été certifié en 2004 pour le VFR et l'IFR.

## Design
Le Liberty a été dessiné par Ivan Shaw, qui créa aussi l'Europa. L'appareil dispose d'un fuselage et d'ailes en composite d'aluminium. Le moteur Continental IOF-240–B (en) est équipé d'injection de fuel FADEC .

## Coût
Le prix du XL2 (avril 2008) était :
- VFR Standard - 179 000 $
- IFR Standard - 188 000 $
- IFR Deluxe - 198 000 $
- IFR Advanced - 212 000 $

### Avions similaires
- Cessna 150
- Cessna 152
- Diamond DA20
- Piper PA-38 Tomahawk